# Stanka Zlateva
Stanka Zlateva   (Kruixare, 1 de març de 1983)(en búlgar: Станка Златева Христова) és una lluitadora búlgara, ja retirada, especialista en lluita lliure, que va competir durant les dècades del 2000 i 2010.

## Carrera esportiva
El 2004, amb 21 anys, va participar en els Jocs Olímpics d'Estiu d'Atenes (Grècia), on fou dotzena en la categoria de pes pesant del programa de lluita lliure. En els Jocs Olímpics d'Estiu de 2008 realitzats a Pequín (República Popular de la Xina) va aconseguir guanyar la medalla de plata, un metall que aconseguí revalidar en els Jocs Olímpics d'Estiu de 2012 celebrats a Londres (Regne Unit). En aquests Jocs fou l'abandera búlgara en la cerimònia de clausura.
Al llarg de la seva carrera ha guanyat sis medalles en el Campionat del Món de lluita, entre elles cinc medalles d'or; i set medalles en el Campionat d'Europa de la modalitat, cinc d'elles d'or. Ha estat nomenada tres vegades esportista búlgara de l'any, el 2007, 2010 i 2011, i dues vegades lluitadora mundial de l'any, el 2006 i el 2007.
El 2013 va guanyar la versió búlgara de VIP Brother.